# Lithops lesliei
Lithops lesliei es una especie de planta suculenta perteneciente a la familia  Aizoaceae que es nativa de Botsuana y Sudáfrica. 

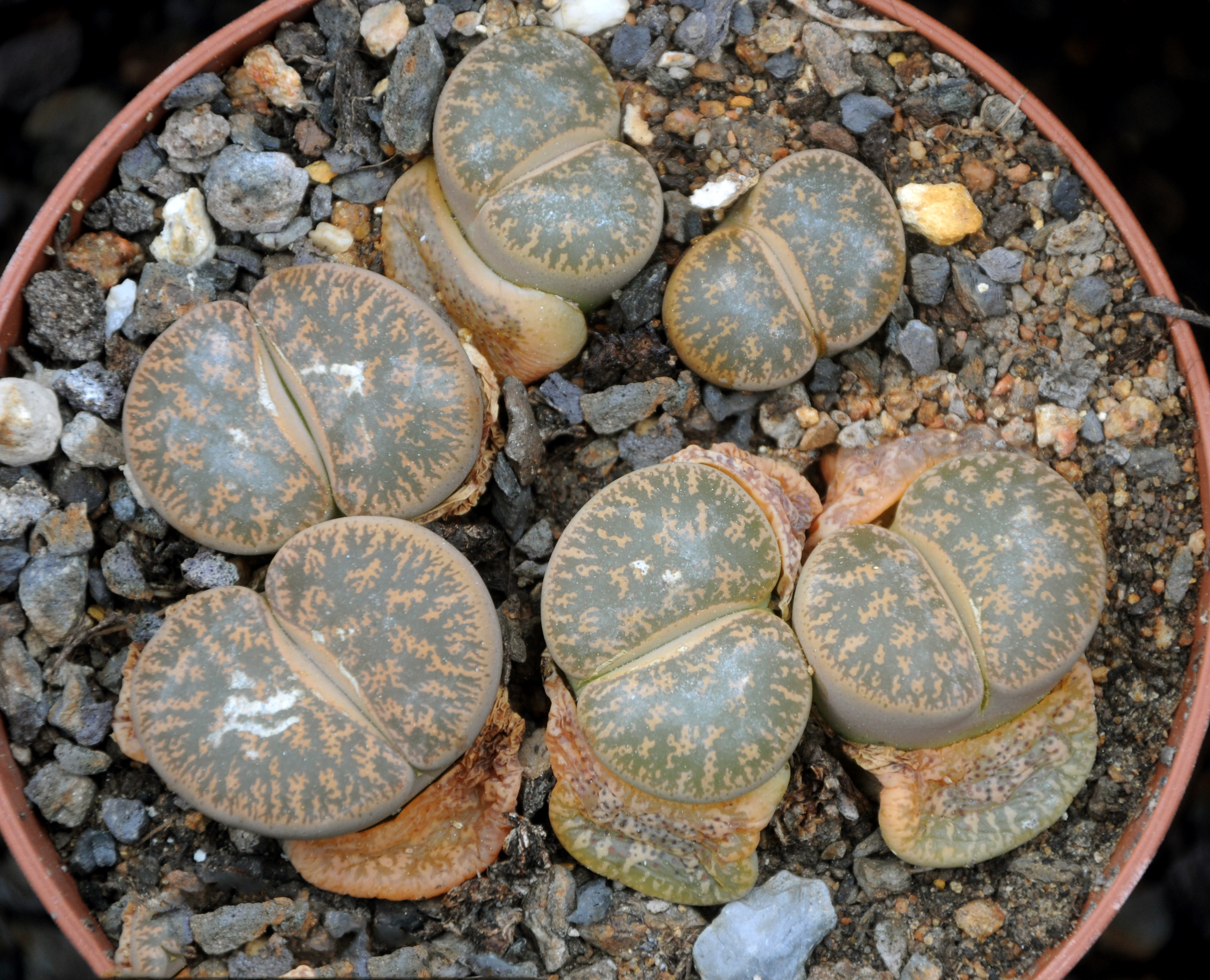
Vista de la planta

## Descripción
Forma grupos de dos hojas acopladas, divididas por una fisura por donde aparecen las flores. Cada par de hojas forman el cuerpo de la planta que tiene forma cilíndrica o cónica con una superficie plana. De la fisura entre las hojas brota, en periodo vegetativo, las nuevas hojas y en cuanto se abren, las antiguas se agostan. Las flores son de color amarillo.

## Taxonomía
Lithops lesliei fue descrita por (N.E.Br.) N.E.Br., y publicado en The Gardeners' Chronicle, ser. 3 71: 65. 1922.
Etimología
Lithops: nombre genérico que deriva de las palabras griegas: "lithos" (piedra) y "ops" (forma).
lesliei: epíteto
Sinonimia
- Lithops lesliei subsp. lesliei (1922)
- Mesembryanthemum lesliei N.E.Br. (1912)
- Lithops venteri Nel (1940)
- Mesembryanthemum ferrugineum Schwantes (1922)[2]